# Symballophthalmus fuscitarsis
Symballophthalmus fuscitarsis är en tvåvingeart som först beskrevs av Zetterstedt 1859.  Symballophthalmus fuscitarsis ingår i släktet Symballophthalmus och familjen puckeldansflugor. Arten är reproducerande i Sverige. Inga underarter finns listade i Catalogue of Life.